# 엘렉트리온
엘렉트리온(그리스어: Ηλεκτρύων, Electryon)은 그리스 신화에 나오는 미케네와 티린스의 왕이다.
형 알카이오스를 계승하였으며 미케네와 티린스의 왕이 되었다. 알카이오스의 딸 아나쿠소와 결혼했다. 엘렉트리온의 왕위 계승에 일찍 죽은 그의 맏형 메스토르의 증손녀와 결혼한 타포스 섬의 왕 프테렐라오스가 문제삼고 나섰다. 프레텔라오스는 미케네를 기습하여 엘렉트리온의 여섯 아들을 죽이고 소 3백마리를 훔쳐갔다.
엘렉트리온은 암피트리온을 시켜서 자신의 딸 알크메네와 결혼하는 조건으로 소를 되찾아오게 했고, 프테렐라오스를 살해한 암피트리온은 그가 소를 팔았다는 테살리아 왕을 찾아가 소 3백마리를 현금을 주고 사왔다. 잃어버린 소를 사온 것에 분개한 엘렉트리온은 암피트리온을 질책하였고 암피트리온은 화가 난 나머지 원반을 땅바당에 던졌다가 이것이 엘렉트리온의 이마에 맞고 죽게 된다.
엘렉트리온의 동생 스타넬로스는 암피트리온을 선왕 살해범으로 몰아 미케네에서 추방했고, 그의 딸 알크메네는 암피트리온을 따라 테바이로 떠났다.
영웅 헤라클레스의 외할아버지 이다
| 전임 알카이오스 | 미케네와 티린스의 왕 | 후임 스타넬로스 |